# Арсенид кальция
Арсенид кальция — бинарное неорганическое соединение кальция и мышьяка с формулой Ca3As2, красные кристаллы, реагирует с водой.

## Получение
- Сплавление чистых веществ:

{\displaystyle {\mathsf {3Ca+2As\ {\xrightarrow {1000-1300^{o}C}}\ Ca_{3}As_{2}}}}

## Физические свойства
Арсенид кальция образует красные кристаллы.

## Химические свойства
- Реагирует с кислотами:

{\displaystyle {\mathsf {Ca_{3}As_{2}+6HCl\ {\xrightarrow {}}\ 3CaCl_{2}+2AsH_{3}\uparrow }}}